# Религиозно-философские собрания
Религиозно-философские собрания — цикл из 22 встреч, прошедших в ноябре 1901 года — апреле 1903 года в зале Русского географического общества. Собрания были созданы по инициативе Д. С. Мережковского, З. Н. Гиппиус, Д. В. Философова, В. В. Розанова, В. С. Миролюбова, А. Н. Бенуа, В. А. Тернавцева с согласия обер-прокурора Синода К. П. Победоносцева и митрополита Антония (Вадковского). Как замечала З.Гиппиус, со стороны последнего замечалось не столько одобрение, сколько «попустительство»: молчаливое «обещанье терпеть Собрания пока что». Из-за полуофициального характера заседаний на них отсутствовал полицейский, обязательный на публичных собраниях, царила атмосфера свободы суждений, горячий и жёсткий тон обсуждений.
На собраниях председательствовал ректор Санкт-Петербургской духовной академии епископ Сергий (Страгородский). Секретарём собраний был Е. А. Егоров. При участии представителей духовенства и общественности на собраниях обсуждались проблемы взаимоотношения церкви, интеллигенции и государства, свободы совести, церкви и брака, христианской догматики. Отчеты о собраниях публиковались в журнале «Новый путь». В 1903 году Собрания были закрыты по распоряжению Константина Победоносцева и возродились в 1907 году в новой форме, как Религиозно-философское общество.

## Предыстория
Религиозно-философские собрания, явившиеся кульминацией так называемого «нового религиозного действия», концепция которого разрабатывалась Д.Мережковским, начинались в 1899 году как домашние литературно-эстетические сходки приятелей-единомышленников, преимущественное участников журнала «Мир искусства». Общество собиралось на квартирах у Мережковских и В. В. Розанова, и их постоянными посетителями были Н.Бердяев, А.Ремизов, Л.Бакст, К.Сомов, С.Дягилев, Вяч. Иванов.
Один из инициаторов Собраний, Д. С. Мережковский, практический шаг к Третьему Завету видел в союзе интеллигенции с церковью. Именно обращение интеллигенции к религиозной вере, к церкви приведет к соединению революционно-освободительных традиций русской интеллигенции с религиозными традициями народа, считал он. Русский интеллигент должен был стать, по его мысли, «религиозным революционером». Только религиозное возрождение, считал Мережковский, способно соединить интеллигенцию («живой дух России»), церковь («живую душу России») и народ («живую плоть России»).
Александр Бенуа, вспоминая об одном из первых вечеров, рассказывал, что никакой заготовленной программы не было. Мережковский начал читать Евангелие, произвёл определённое впечатление, но когда «Зиночка» воскликнула: «Лучше пойдемте пить чай», — все согласились (возражал лишь Д. В. Философов, считавший начинание Мережковского чрезвычайно важным). Гиппиус поначалу скептически относилась к «клерикализму» мужа, считая религиозные споры бесплодными и понимая, что большинство «мирискусников» далеки от религиозных вопросов. «Дмитрию Сергеевичу казалось, что почти все его понимают и ему сочувствуют», — вспоминала она.

## Создание общества
Практическую идею создания реальной общественной организации, которая смогла бы способствовать сближению интеллигенции и церкви, создав своего рода трибуну для «свободного обсуждения вопросов церкви и культуры», обсуждения вопросов «неохристианства, общественного устройства и совершенствования человеческой природы», высказала З. Гиппиус однажды во время прогулки с мужем: «Нам надо кончать разговоры, начать какое-то действие… Давай соберем людей самых противоположных идеологий, которые никогда не встретятся. Мы все живем врозь. Давай их соединим». Развил идею Мережковский: по его определению, речь на Собраниях должна была идти о «единстве двух бездн» — «бездны духа» и «бездны плоти».
К Мережковским присоединились поэт Н. Минский, философы В. А. Тернавцев и В. В. Розанов: все месте они отправились к Победоносцеву, который был фактическим главой Русской Православной Церкви, и получили разрешение на проведений Собраний в здании Географического общества.
8 октября 1901 года к обер-прокурору Синода К. П. Победоносцеву отправились Д. С. Мережковский, В. В. Розанов, Д. В. Философов, В. С. Миролюбов и В. А. Тернавцев. Вечером того же дня они посетили митрополита Петербургского Антония. Обещание разрешить Собрания — со строгим выбором и только для «членов» — было получено. «Да, это воистину были два разных мира», — вспоминала З.Гиппиус. Навыки, обычаи, даже сам язык, — все было другое, как из другой культуры.
Первое заседание Собраний состоялось 29 ноября в зале Географического общества на Театральной улице у Чернышева моста. Из церковных иерархов присутствовал епископ Антоний: он благословил ректора Духовной академии Сергия Страгородского (ставшего в 1943 году патриархом) быть председателем. Отец Сергий произнёс вступительную речь с обещанием искренности и доброжелательности со стороны церкви и с призывом к тому же с «совершенно противоположной стороны», то есть, со стороны интеллигенции-учредителей. Официально на эти диспуты могли ходить только члены Общества, но приходили все желающие. Первым выступил В. А. Тернавцев, доклад которого по словам З. Гиппиус «был и остался как бы краеугольным камнем всех заседаний; к нему всегда возвращались, какая бы ни была очередная тема».

### Критика церкви
Темы собраний — роль христианства в обществе, задачи христианства, религия и культура, возможность дальнейшей эволюции христианства и т. п. — определили «направление религиозных исканий в начале века». Религиозно-философские собрания (как отмечала О. Волкогонова) «нащупали» «слабое» место христианства; по мнению «богемных богоискателей», таковым было пренебрежение земной, плотской жизнью человека. «Неразрешимое противоречие земного и небесного, плотского и духовного, Отчего и Сыновьего — таков предел христианства», — утверждал Мережковский. Он даже называл христианство «религией смерти» за проповедуемый тезис о необходимости умерщвления плоти.
Мережковский, игравший ведущую роль в Собраниях, подверг резкой критике церковную систему с её «полицейскими приемами насаждения благочестия». Критика церкви, исходящая от кружка не атеистов или позитивистов, а «богоискателей», произвела на образованную общественность России сильное впечатление.
С целью издания протоколов «Собраний» Мережковские основали специальное издание — журнал «Новый путь», ставивший своей целью соединение богоискательства и символизма. В. Брюсов определял его как «богословско-литературный журнал».
Вскоре философские диспуты стали носить всё менее конструктивный характер. В ходе их, как отмечалось, обозначился «…трагический конфликт светского и церковного языков, существующих как бы в параллельных реальностях» и неспособных пересечься. Конфликт реализовался и на страницах самого «Нового пути», в частности, в полемике А. Н. Бенуа с Мережковским, и на страницах других «толстых журналов» начала века.
Представители Церкви отмечали, что отрицательное отношение «богоискателей» к Церкви зачастую строилось на их недостаточном знакомстве с основами христианской веры, то есть на банальном невежестве. Участник собраний, Харьковский протоиерей, магистр богословия И. И. Филевский, по материалам собраний опубликовал в 1902 г. три «религиозно-философских письма»: «О духе и плоти» (на статью Д. С. Мережковского «Л. Толстой и Достоевский»), «Христианская религия и культура» (на статью Н.Минского «Философские разговоры»), «Об отношении к жизни и смерти в язычестве и христианстве» — где подверг критике попытки «богоискателей» строить некие религиозно-философские доктрины на основе неоязычества. Филевский дал обобщённый анализ фундаментальных различий между христианским и древне-языческим мирами, который должен был помочь петербургским литературным критикам разобраться в свойственной им мировоззренческой путанице. Он указывал на искусственность и опасность построения синтетических неоязыческих мировоззренческих конструкций, опирающихся (в том числе и в части критики) на превратно истолкованные основы православия.
«Победить недоверие к культурному смыслу и значению христианства, мутною, хотя и широкою струёю слившееся в общественное сознание и жизнь „европейского человечества“, часто по всем направлениям „рассыпающее клубящуюся пену бурного гнева“, — это значит разрешить вопрос, от которого зависит жизнь и смерть религиозного сознания и судьба самой культуры» — отмечал И. Филевский.

#### Закрытие «Собраний»
Как писала З.Гиппиус, — «Отцы» давно уже тревожились. Никакого «слияния» интеллигенции с церковью не происходило, а только «светские» все чаще припирали их к стенке, — одолевали. Выписан был на помощь архимандрит Михаил, славившийся своей речистостью и знакомством со «светской» философией. Но Михаил после двух собраний явно перешел на сторону интеллигенции, и, вместо помощника, архиереи обрели в нём нового вопрошателя, а подчас и обвинителя". Состоялось двадцать два собрания Общества, прежде чем Победоносцев решил прекратить их окончательно: последнее собрание состоялось 5 апреля 1903 года.
З. Гиппиус писала в воспоминаниях:

Не могу сказать, наверное, к этому времени или более позднему относится свидание Дмитрия Сергеевича со всесильным обер-прокурором Синода Победоносцевым, когда этот крепкий человек сказал ему знаменитую фразу: «Да знаете ли вы, что такое Россия? Ледяная пустыня, а по ней ходит лихой человек». Кажется, Дмитрий Сергеевич возразил ему тогда, довольно смело, что не он ли, не они ли сами устраивают эту ледяную пустыню из России…
В 1907 году Собрания по инициативе Мережковского и его друзей было возрождено как Религиозно-философское общество. Многолюдное, весьма отличавшееся от прежнего, полуподпольного, оно «было одно из обыкновенных интеллигентских обществ, повсюду возникавших в ту пору» и к 1909 году превратилось, скорее, в литературно-публицистический кружок. Публика, собиравшаяся слушать о религии, вместо этого присутствовала при сведении литературных счетов. Это вызвало протест в печати старых участников собраний — Н. А. Бердяева, Б. П. Струве, В. В. Розанова, С. Л. Франка, В. А. Тернавцева, П. П. Перцова. Разрыву их с Мережковскими сопутствовал конфликт, связанный с выходом сборника «Вехи», критикой его Мережковским и статьей Розанова «Трагическое остроумие».

## Историческое значение
Многие идеи «нового религиозного сознания», призванные преодолеть пропасть «между духом и плотью», (например, введение нового церковного таинства первой брачной ночи) для церкви были неприемлемы. Вместе с тем, мысль о необходимости обновления христианства обрела многих сторонников среди светской интеллигенции. Идеи, высказывавшиеся на Религиозно-философских собраниях, возымели такой резонанс, что даже в марксистской среде появились «богоискатели» и «богостроители» (которых впоследствии критиковал В. И. Ленин).
Впоследствии отмечалось, что Собрания, изначально призванные оживить религиозную мысль в России, имели большое историческое значение: они знаменовали собой «первый в русской истории послепетровской эпохи опыт неформальной встречи светской богоискательской интеллигенции и представителей официальной Русской Церкви». Н. Бердяев, вспоминая об Обществе как об «оазисе свободы совести в уголке Петербурга», писал, что Собрания давали начало диалогу представителей русской интеллигенции, «заболевших религиозным беспокойством», с иерархами церкви. Принято считать, что «все движения русской религиозной мысли так или иначе вышли из этих созданных Мережковским Собраний».